# حلبكو
حلبكو قرية سورية تتبع لناحية بيت ياشوط في منطقة جبلة في محافظة اللاذقية. بلغ عدد سكانها 292 نسمة في عام 2004 حسب إحصاء المكتب المركزي للإحصاء. من مشاهيرها، الشاعر عبد الكريم حسين سعود. 